# Province de Foggia
Pour les articles homonymes, voir Foggia (homonymie).
La province de Foggia est une province italienne, dans la région des Pouilles de 603 978 habitants. C'est la troisième province d'Italie par sa superficie, après celles de Sassari et de Bolzano.  Elle s'étend sur 6 965 km2 et compte 61 communes. La capitale provinciale est Foggia, qui rassemble environ un quart de la population de toute la province.

## Histoire

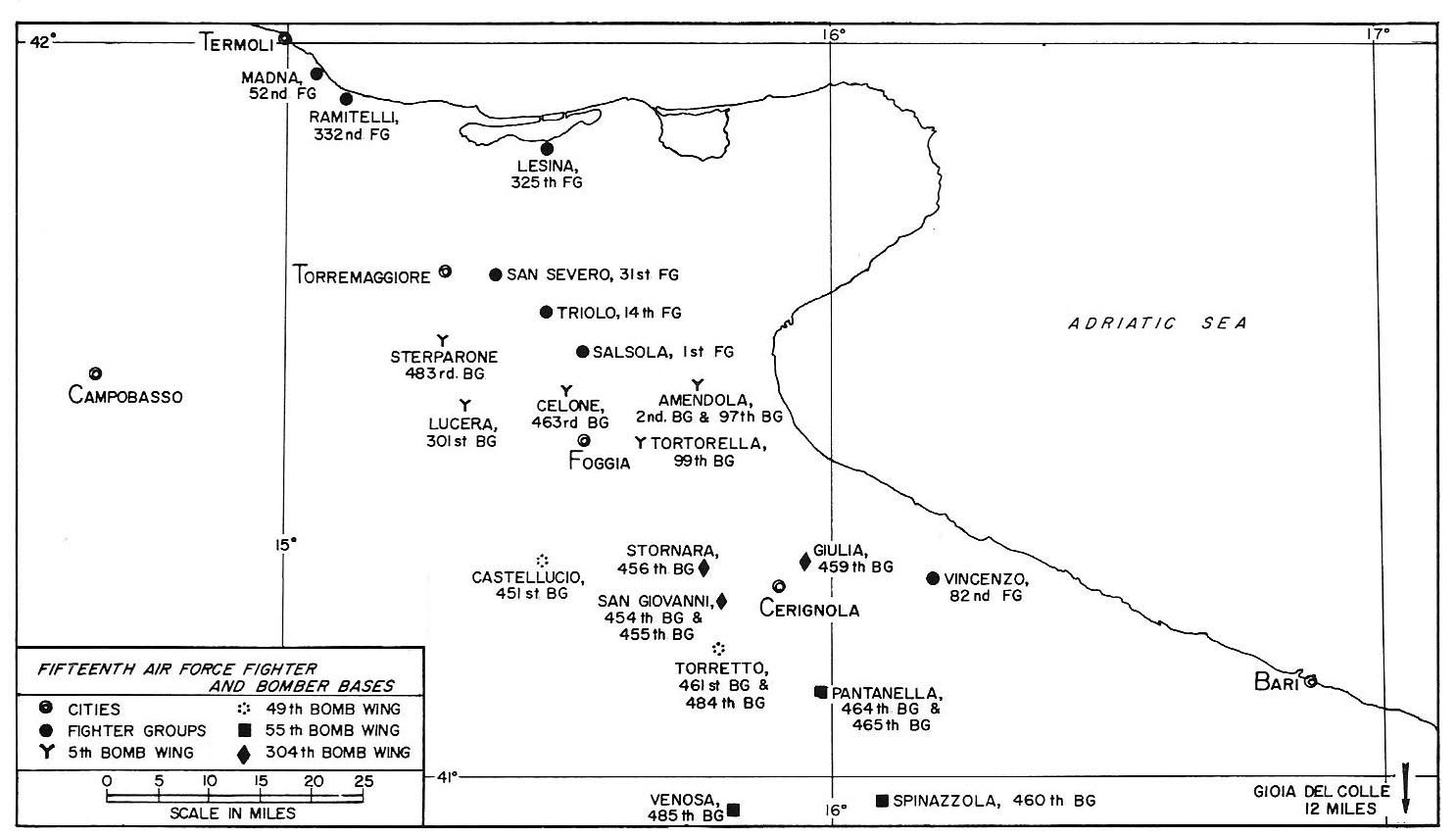
Les bases USAF.

Durant la Seconde Guerre mondiale, la province accueillait un ensemble de bases aériennes qui servirent par exemple pour l'Opération Frantic.

## Nature

### Aires naturelles protégées
- L'oasis du lac Salso
- La réserve naturelle du Lac de Lesina
- La Pinède Marzini
- Le parc national du Gargano situé dans le massif du Gargano est l'un des plus importants d'Italie. Il regroupe de nombreuses espèces animales et végétales dont de rares spécimens d'orchidées.
- La réserve naturelle marine des îles Tremiti
- La réserve naturelle de la Foresta Umbra
- La réserve naturelle de l'île de Varano

## Économie
La province de Foggia est la zone de production de l'huile d'olive Dauna.

## Culture

### Sites archéologiques
- L'antique cité d'Argos Hippium
- L'antique cité d'Herdonia
- L'antique cité de Siponto
- L'Amphithéâtre de Lucera
- La grotte de Paglicci
- Les hypogées de Siponto
- La Nécropole de La Salata
- Le Piano delle Fosse del Grano
- Le site préhistorique de Pirro Nord
- La villa romaine de Faragola
- Le complexe des chevaliers teutoniques de Torre Alemanna

## Tourisme

### Architecture religieuse
- Abbaye San Leonardo de Siponto
- Basilique de Siponto
- Cathédrale de Foggia
- Cathédrale de Manfredonia

### Architecture militaire
- Le château normand-aragonais de San Nicandro Garganico
- Le Château ducal de Sangro à Torremaggiore
- Le Château de Monte Sant'Angelo
- La forteresse souabo-angevine de Lucera
- Le château souabo-angevin abritant le Musée archéologique national de Manfredonia
- La tour byzantine de Biccari